# Telesio Interlandi
Telesio Interlandi (* 20. Oktober 1894 in Chiaramonte Gulfi; † 15. Januar 1965 in Rom) war ein italienischer Journalist und Propagandist. Er war einer der führenden Vertreter des Antisemitismus im faschistischen Italien.

## Biografie
Telesio Interlandi wurde in der sizilianischen Kleinstadt Chiaramonte Gulfi geboren und erwarb seine Schulbildung in Catania. Er nahm am Ersten Weltkrieg als Unterleutnant (Sottotenente) teil und wurde anschließend Journalist bei verschiedenen Tageszeitungen. Für La Nazione in Florenz berichtete er 1922 über den Marsch auf Rom. In den 1920er Jahren war er Chefredakteur des faschistischen Blattes Impero, das von Mario Carli herausgegeben wurde. Auf Befehl Mussolinis gründete Interlandi 1924 die Zeitung Il Tevere und war während 20 Jahren deren Chefredakteur. Die Tageszeitung aus Rom sollte als Gegengewicht zum offiziellen Parteiorgan Il Popolo d’Italia dienen, enthielt jeweils vier Seiten und war auf radikale Faschisten wie Roberto Farinacci und Giovanni Preziosi zugeschnitten. In den Kolumnen von Il Tevere wandte sich Interlandi gegen ihm unliebsame faschistische Politiker wie Giuseppe Bottai oder gegen den Architekten Marcello Piacentini.
Interlandi war ein überzeugter Anhänger von Rassentheorien, aus denen sich auch sein Antisemitismus speiste. 1938 gründete er die rassistische Zeitschrift La difesa della razza und gab sie bis zu ihrer Einstellung 1943 heraus. Sein Hass gegen Juden war so stark, dass sogar Mussolini ihn bei Gelegenheit dazu aufforderte, seine Sprache zu mäßigen. Nach der Errichtung der Republik von Salò schrieb Interlandi hauptsächlich für Preziosis Zeitschrift La vita italiana und war auch kurzfristig Propagandachef des faschistischen Marionettenstaates. 
Nach Kriegsende kam er 1946 in den Genuss der von Togliatti verkündeten Amnestie und trat in der Folge nicht mehr öffentlich in Erscheinung. Obwohl er sich nicht direkt am neofaschistischen Movimento Sociale Italiano beteiligte, galt er als ideologischer Mentor dessen Begründers Giorgio Almirante. Interlandi starb 1965 in Rom.